# Elektrozavodskaja (metrostation TPK)
Elektrozavodskaja (Russisch: Электрозаводская) is een station aan de Grote Ringlijn van de Moskouse metro. Het station is genoemd naar de fabrieken van elektrische apparaten die vlak ten noorden van het station langs de Japeza staan. In december 2020 zal het als onderdeel van het deeltraject Lefortovo – Elektrozavodskaja worden geopend.

## Plan
Op 28 juni 2011 besloot het stadsbestuur van Moskou tot de implementatie van plannen voor de metro die prioriteit hadden, waaronder het project Derde overstapcontour (TPK). Het plan voor de tweede fase van de TPK, Savjolovskaja – Aviamotornaja werd op 8 november 2012 gepresenteerd tijdens een hoorzitting in het district Sokolina Gora. In opdracht van stedelijke commissie voor architectuur ontwierp het bureau Mosinzjproject het station. Op 27 juli 2015 kreeg het station de naam Roebtsovskaja als verwijzing naar het dorp Roebtsovo dat hier vroeger op de westelijke oever van de Jaoeza lag en diende als aanlegplaats aan de oostkant van Moskou, het station zelf ligt onder de oostelijke oever. In november 2017 werd besloten om de werknaam Derde overstapcontour te vervangen door Bolsjaja Koltsevaja Linija (Grote Ringlijn) en op 5 november 2019 werd besloten om het station dezelfde naam te geven als het voorstadsstation en het metrostation die al op de oostelijke oever lagen.  

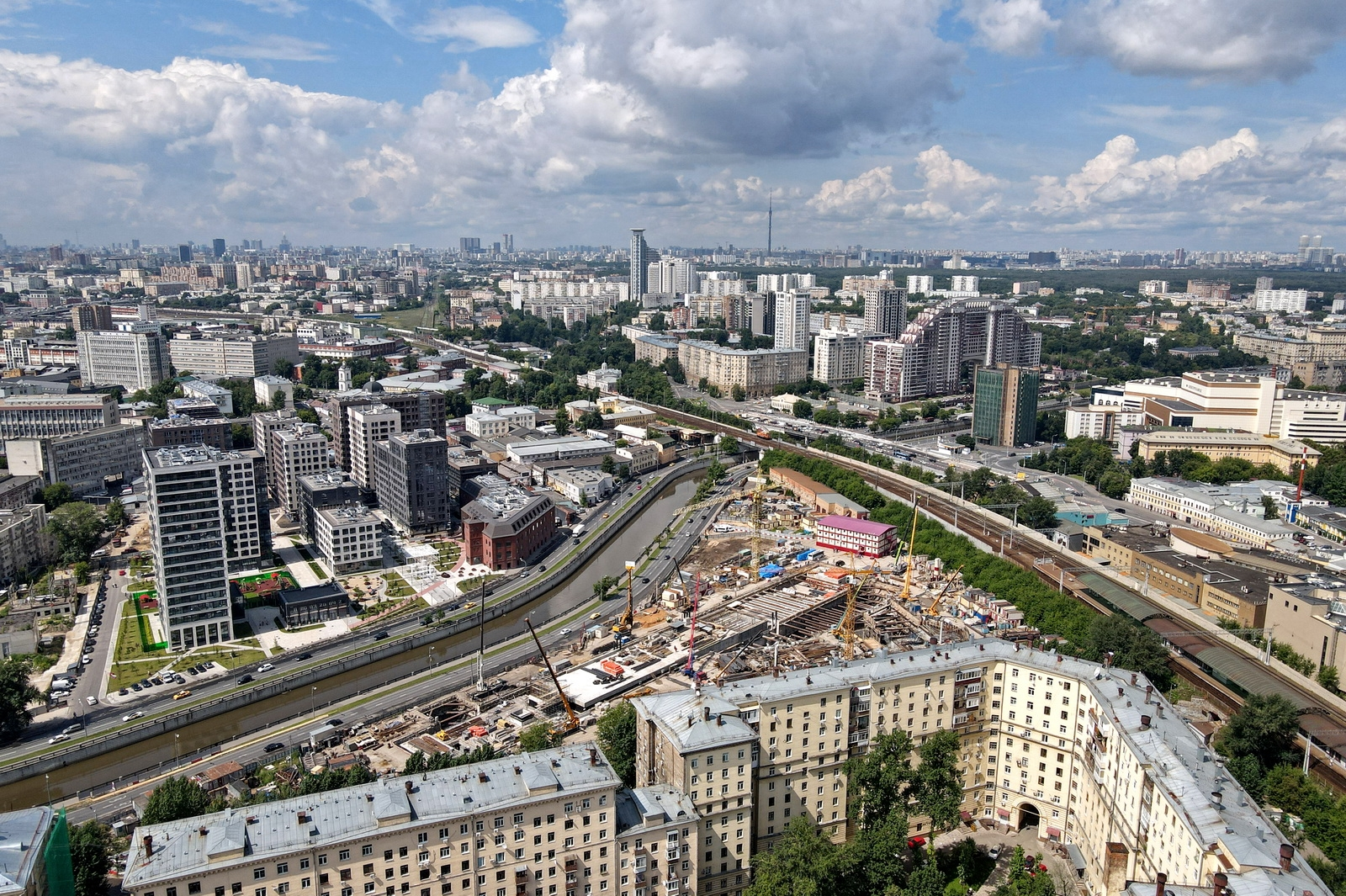
De bouwplaats tussen Jaoeza en het voorstadsstation
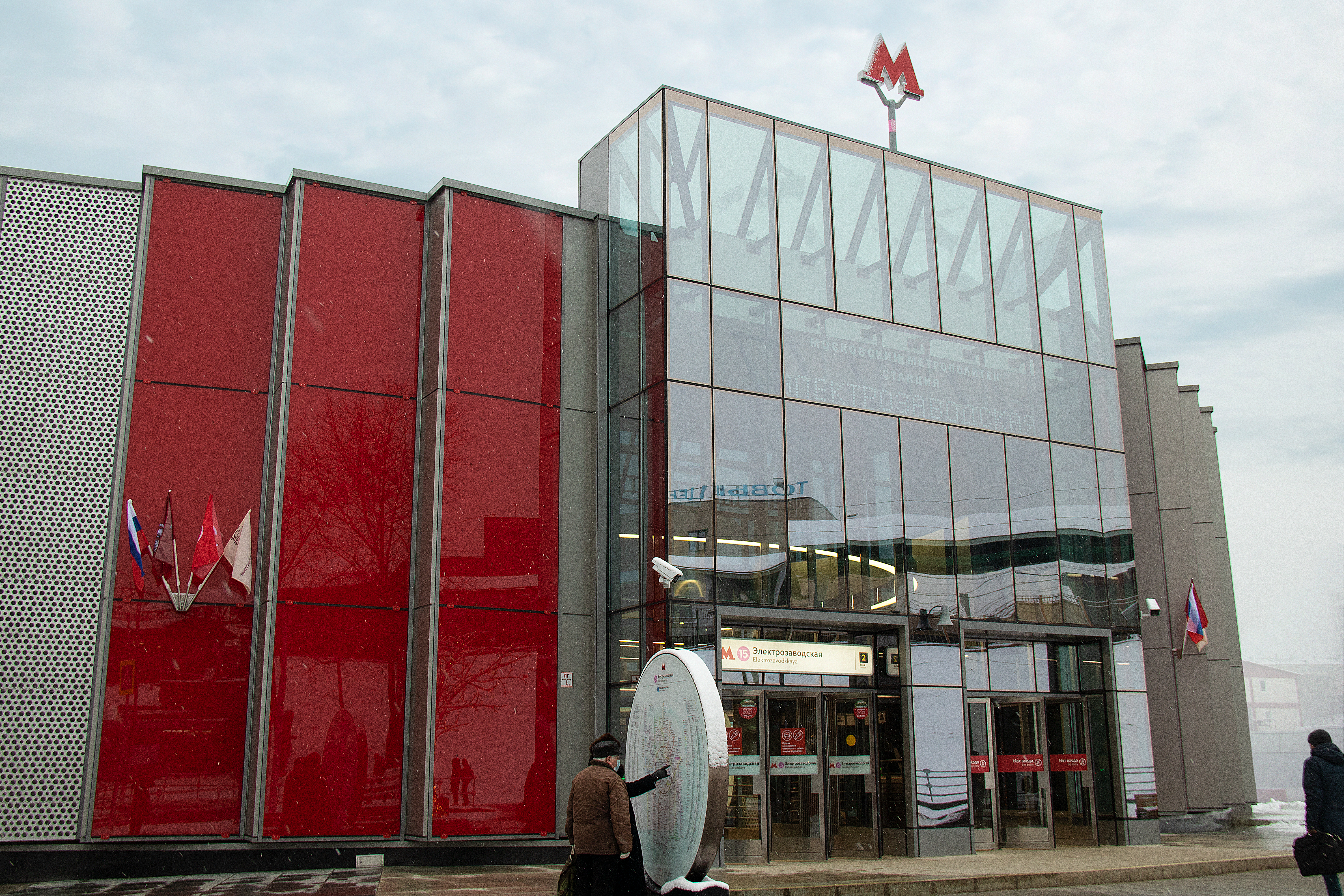
Het stationsgebouw
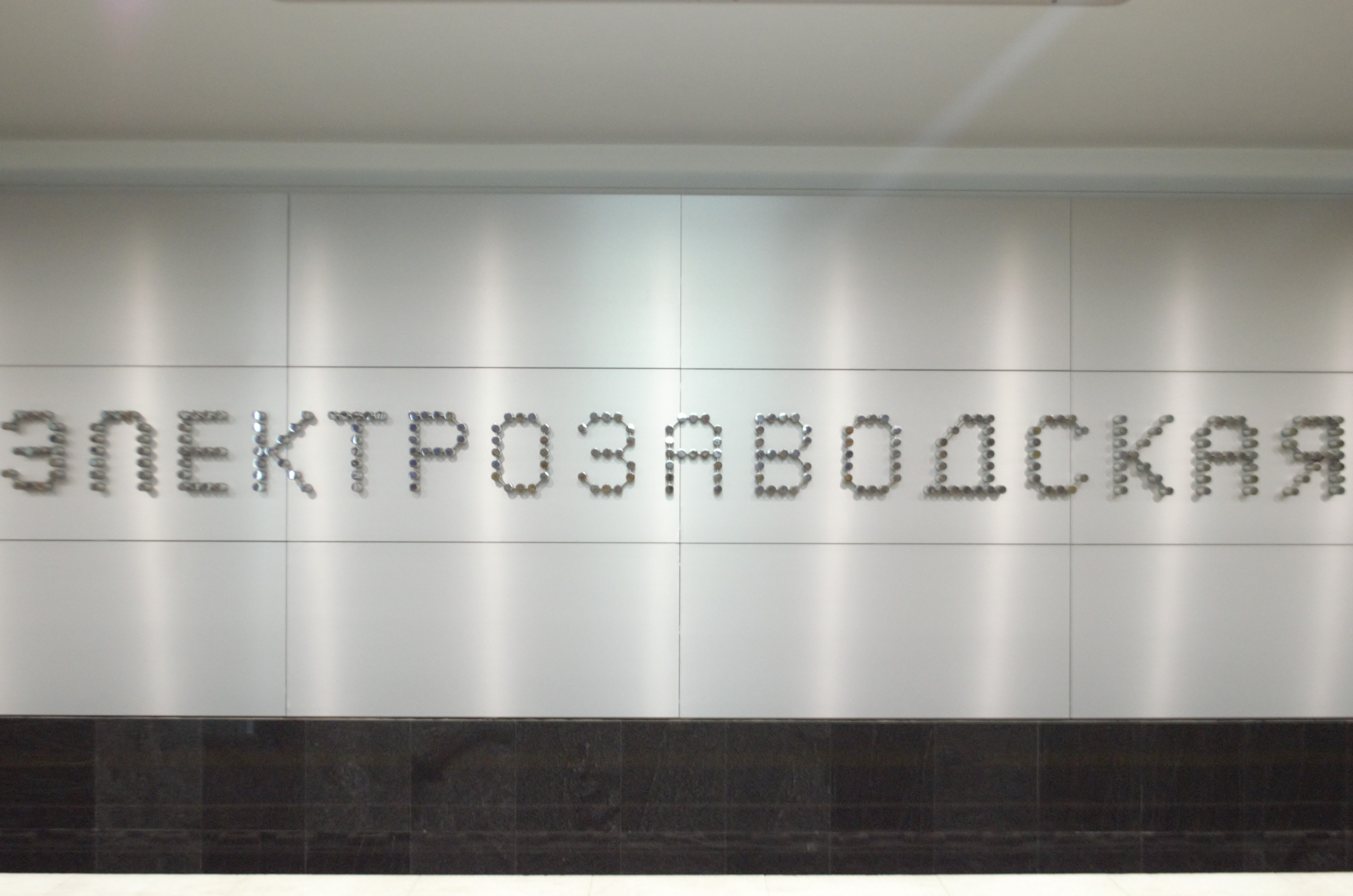
De stationsnaam op de tunnelwand

## Chronologie
- December 2013 : inventarisatie van het toekomstige bouwterrein
- Januari  – maart 2014: bouwrijp maken van het terrein tussen de voorstadshalte Elektrozavodskaja en Jaoeza inclusief het verwijderen van het jeugdplein aldaar.
- 18 oktober 2015: bouw van de startschacht bij het metallurg stadion.
- 26 januari 2016: begin van de bouw van het noordoostelijke deel van de Grote Ringlijn tussen Elektrozavodskaja en Aviamotornaja
- 20 oktober 2016 – 17 augustus 2017: Boren van de tunnel tussen Elektrozavodskaja en Lefrotovo.
- 3 april 2019: De tunnels tussen Elektrozavodskaja en Sokolniki zijn gereed.
- 5 april 2020: Diepwanden rond de ondergrondse stationshal zijn geslagen en het gieten van het beton is begonnen.
- 18 juli 2020: Afwerking van het station is begonnen.
- 20 juli 2020: Bezoek van burgemeester Sobjanin die verklaarde het station voor 70% is volttooid.
- 31 december 2020: opening van het station voor reizigersverkeer.

## Ligging en inrichting
Het station ligt onder de Semenovskajakade aan de linkeroever van de Jaoeza ten noorden van het historische district Vedenski-heuvels en ten zuiden van de spoorlijn naar Rjazan en Kazan. Aan de zuidkant ligt een stationshal met een uitgang op de Semenovskajakade, de noordelijke stationshal sluit aan op de goljanovskipassage die de verbinding vormt met de andere stations. Samen met de voorstadshalte Elektrozavodskaja en het gelijknamige metrostation is een integraal vervoersknooppunt ontstaan. Rond dit knooppunt zijn twee parkeerterreinen met 448 plaatsen aangelegd. De Semenovskajakade is opgeknapt en een 75 meter lange brug van geglazuurd polycarbonaat overspant de Jaoeza. Deze brug verbindt het station met de appartementen aan de Roebtsovskajakade in het district Basmanni aan de overkant van de rivier. Het appartementen complex beslaat 42 duizend viekante meter en heeft ook een handelspaviljoen en een ondergrondse parkeergarage voor 260 auto's.

## Station
Het station is een standaard ontwerp voor de eerste en tweede fase van de Grote Ringlijn. Het betreft een ondiep gelegen zuilenstation dat alleen in details en kleurstelling afwijkt van de andere stations op dit deel van de lijn. De inrichting werd op 2 juli 2018 goedgekeurd. Ten zuiden van het station komt tussen de doorgaande sporen een keerspoor. Zolang nog geen verbinding naar het noorden is gerealiseerd fungeert het station als noordelijk eindpunt van lijn 15. 